# 진야
진야(일본어: 陣屋, じんや)는 일본 에도 시대의 옛 건축물로, 정청 겸 영주의 처소와 창고로 활용되던 건물이다.

## 용어의 변천
원래 진야라는 말은 헤이안 시대에는 궁중의 경호를 담당하는 무사들의 대기소를 가리키는 말이었다. 그러던 것이 가마쿠라 시대에 들어서는 전투에서 무사들이 세운 임시 군영을 뜻하는 단어로 바뀌었고, 이 군영에서 유래되어 근세 에도 시대에는 통치를 위한 거점이라는 개념이 추가되었다. 따라서 정청이자 무사의 처소이자 창고라는 의미를 담게 된 것이다. 또 임시 군영이라는 말에서 파생되어 '여관'이라는 뜻으로 쓰이기도 하였다.

## 구조 및 형태
진야는 성곽과는 달리 그 구조와 형태가 간소하며, 대개는 군사 시설이라기보다 행정과 주거의 기능만을 가지고 있었다. 담장과 건물로 둘러싸인 벽의 안팎에 부하들이 거주하는 주택들이 있고, 중앙부에는 관청과 본진이 있는 것이 일반적이다. 성터처럼 지대를 조금 높게 해서 만든 진야도 있고, 막부 말기에 천수각에 버금가는 망루나 작은 해자, 낮은 돌담과 토루 등을 짓거나, 신사를 모시고 천수각을 흉내낸 복층 본진을 건설한 것도 존재했다. 군사적 목적으로 토루와 포대를 설치한 변형된 진야도 있었다.